# Petar I. Orseolo
Petar I. Orseolo (Udine, 928. – Codalet, 10. siječnja 987.), mletački dužd od 976. do 978. godine. Napustio je dužnost dužda i postao redovnik kada je ušao u red kamaldolijanaca. Godine 1731. kanoniziran je za sveca Rimokatoličke crkve. Slavi se 14. siječnja.
Bio je potomak bogate mletačke obitelji Orseolo. U mladim danima istaknuo se u pomorskim bitkama protiv gusara. Oženio se Felicitom, s kojom je imao sina Petra, koji je također obnašao dužnost dužda. Bio je sposoban vladar i mecena brojnih crkava i samostana. Obnovio je o svom trošku duždevu palaču i crkvu sv. Marka, koje su bile uništene u požaru. Nakon kraće vladavine, povukao se kao redovnik u samostan kamaldolijanaca u gradu Codaletu, gdje ga je jedno vrijeme duhovno obučavao Sv. Romuald.